# Cavalierhaus (Harzgerode)

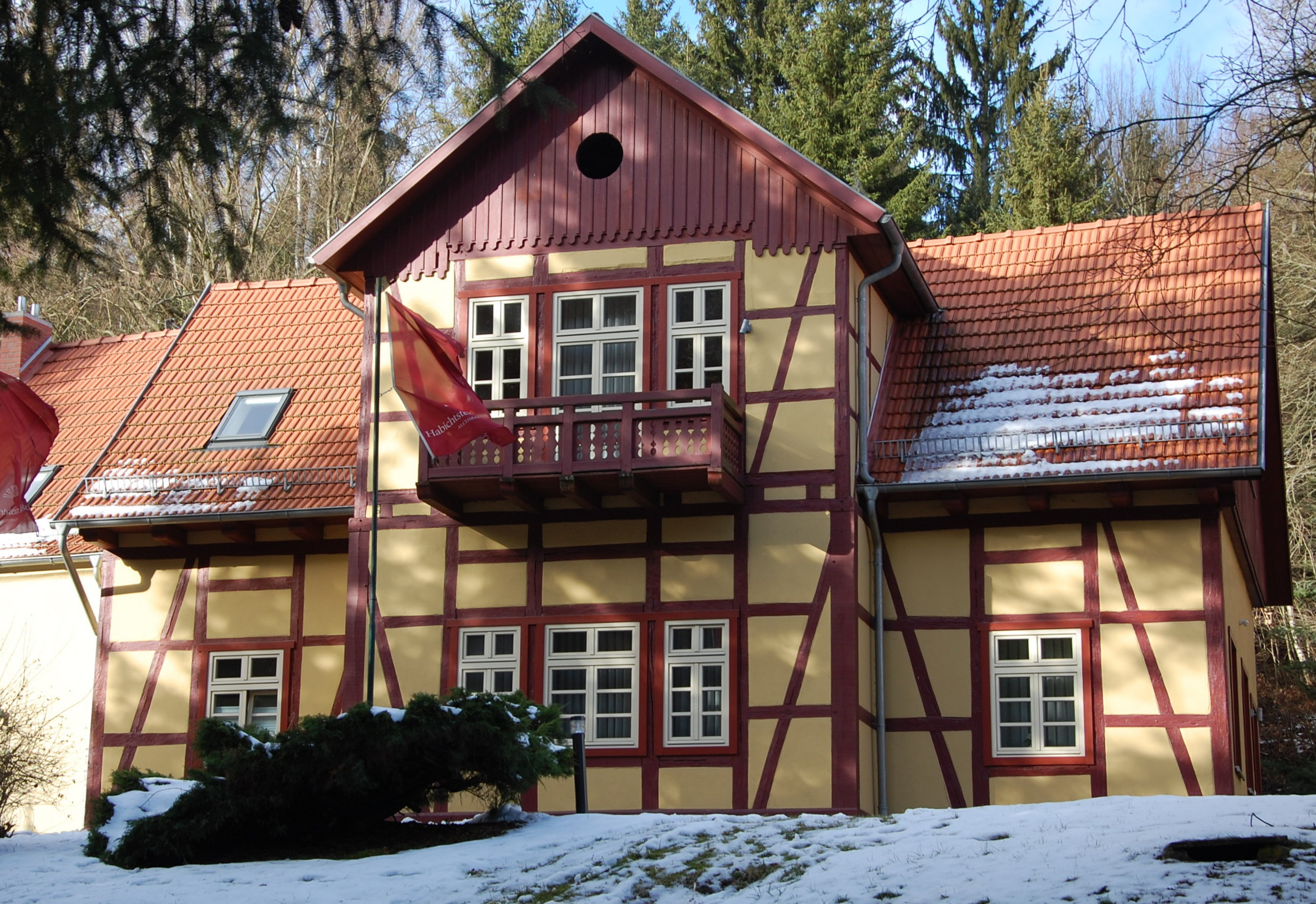
Cavalierhaus

Das Cavalierhaus ist ein denkmalgeschütztes Gebäude im zur Stadt Harzgerode in Sachsen-Anhalt gehörenden Ortsteil Alexisbad im Harz.

## Lage
Das Cavalierhaus befindet sich im Selketal in der Ortsmitte von Alexisbad an der Kreisstraße 6. Es ist im örtlichen Denkmalverzeichnis eingetragen. Etwas weiter südlich des Gebäudes, auf der anderen Seite der Anlagen der Selketalbahn, fließt die Selke.

## Architektur und Geschichte
Das Fachwerkhaus entstand in der Zeit um 1810, nach anderen Angaben 1825, auf einem kreuzförmigen Grundriss. Es wurde gegenüber dem Herzogspavillon errichtet und diente zur Unterbringung von Gästen des anhaltinischen Herrscherhauses (als sog. Kavaliershaus). Um das Jahr 1900 herum wurde es sodann als Berghaus bezeichnet und war Offiziersgenesungsheim.
Im Jahre 2000 wurde das Gebäude vom Betreiber des benachbarten Hotels Habichtstein gekauft. Nach der Sanierung im Jahre 2005 wird es als gehobener Teil des Hotels Habichtstein genutzt.